# Acklington Park
Acklington Park var en civil parish 1866–1955 när det uppgick i Acklington, i grevskapet Northumberland i England. Civil parish var belägen 17 km från Morpeth och hade 33 invånare år 1951.